# Neues Denkmodell in der Physiotherapie
Das Neue Denkmodell in der Physiotherapie wurde Mitte der 1990er Jahre als neues Konzept von Antje Hüter-Becker eingeführt.
Im Neuen Denkmodell orientiert sich die Physiotherapie nicht mehr an den klinischen Fächern der Medizin, sondern an den Organ- und Funktionssystemen, an denen Physiotherapie wirkt: am Bewegungssystem, der Bewegungsentwicklung und -kontrolle, den inneren Organen und dem Erleben und Verhalten.
Ziel sei es, den Leib-Seele-Dualismus zu überwinden, in dem Krankheit primär als Funktionsstörung gesehen werde, die repariert werden soll. Physiotherapeuten sollen Menschen ganzheitlich untersuchen (siehe auch: Holistische Medizin). Die deutsche physiotherapeutische Ausbildung wäre nicht auf ganzheitliches therapeutisches Arbeiten ausgerichtet. Es fehlten angeblich unter anderem grundlegende Kenntnisse in der Psychologie. Eine überlegene Wirksamkeit der Methoden des Neuen Denkmodells wurde in klinischen Studien nicht überprüft.